# Gare de Néant - Bois-de-la-Roche
Pour les articles homonymes, voir Gare de La Roche (homonymie).
La gare de Néant - Bois-de-la-Roche est une ancienne gare ferroviaire française de la ligne de Ploërmel à La Brohinière, située près du village de Bois-de-la-Roche sur le territoire de la commune de Néant-sur-Yvel, dans le département du Morbihan en région Bretagne.
Mise en service en 1884 par la Compagnie des chemins de fer de l'Ouest, elle est fermée au service des voyageurs en 1972 et déclassée (comme cette section de ligne) en 1994. Son ancien bâtiment voyageurs est devenu une propriété privée.

## Situation ferroviaire
Établie à 58 mètres d'altitude, la gare de Néant - Bois-de-la-Roche est située au point kilométrique (PK) 47,3 de la ligne de Ploërmel à La Brohinière (section déclassée), entre les anciennes gares de Loyat et de Mauron.
Le tronçon de voie qui passe par la gare fait partie de la section de Ploërmel à Mauron qui est déclassée, déposée et réaffectée en voie verte.

## Histoire
La réception des soumissions pour la construction de plusieurs gares du chemin de fer de Ploërmel à La Brohinière a lieu le 22 juillet 1882. Le chantier de la « station de Nént (Bois-de-la-Roche) » est estimé à 47 000 fr.
La station de « Néant-Bois-de-la-Roche » est mise en service le 6 avril 1884 par la Compagnie des chemins de fer de l'Ouest, lorsqu'elle ouvre à l'exploitation sa ligne de Ploërmel à La Brohinière (à voie unique). Elle est l'une des cinq stations ouvertes avec la ligne.
Le Conseil général du département du Morbihan, lors de sa séance du 5 mai 1920, adopte un vœu demandant « que la compagnie des chemins de fer de l'État établisse à la gare de Néant-Bois-de-la-Roche une deuxième voie de garage », avec l'argument « que le trafic de la gare de Néant-Bois-de-la-Roche est aussi intense que celui de la gare voisine de Loyat, qui possède deux voies de garage ». Un mois plus-tard, le vœu est transmis au « contrôleur général de l'exploitation commerciale du réseau de l'État » et le Ministre des travaux publics, après une enquête de ses services, répond au préfet que « la voie actuelle a paru suffisante jusqu'ici pour assurer le trafic ordinaire, et qu'il ne pouvait dans ces conditions, pour l'instant du moins, intervenir près du réseau de l'État » d'autant, qu'il estime que le trafic « y est beaucoup moins important qu'à la gare de Loyat, où l'établissement d'une deuxième voie de service a paru justifiée ».
La gare est fermée au service des voyageurs le 6 mars 1972.

## Patrimoine ferroviaire
Le bâtiment voyageurs d'origine, désaffecté du service ferroviaire, est toujours présent, en 2020, le long de la voie verte entre de les gares Mauron et Questembert.